# Wincenty (Morar)
Wincenty, imię świeckie Wiktor Aleksandrowicz Morar (ros. Виктор Морарь; ur. 4 października 1953 w Sculeni) – biskup Rosyjskiego Kościoła Prawosławnego.

## Życiorys
Po ukończeniu szkoły średniej i odbyciu służby wojskowej wstąpił do seminarium duchownego w Moskwie, a po uzyskaniu jego dyplomu – do Moskiewskiej Akademii Duchownej. Ukończył ją w 1982, pisząc pracę poświęconą nauce św. Ignacego (Brianczaninowa) nt. modlitwy. Rok wcześniej złożył śluby zakonne i został hierodiakonem, zaś w styczniu 1982 – hieromnichem. W 1985 nadano mu godność igumena. Cały czas zamieszkiwał w ławrze Troicko-Siergijewskiej. Od 28 sierpnia 1990 r. archimandryta.
2 września 1990 w soborze Narodzenia Pańskiego w Kiszyniowie miała miejsce jego chirotonia na biskupa benderskiego, wikariusza metropolii kiszyniowskiej. 18 czerwca 1995 przeniesiony do nowo powołanej eparchii abakańskiej i kyzylskiej. 19 lutego 1999 podniesiony do godności arcybiskupiej. W lipcu 1999 mianowany arcybiskupem jekaterynburskim i wierchoturskim. W 2000 założył monaster Świętych Cierpiętników Carskich w uroczysku Ganina Jama w pobliżu Jekaterynburga – jedno z centrów kultu świętego cara Mikołaja II i jego rodziny.
W 2011 Święty Synod Rosyjskiego Kościoła Prawosławnego przeniósł go na katedrę taszkencką i uzbecką. W związku z powołaniem Środkowoazjatyckiego Okręgu Metropolitalnego został jego zwierzchnikiem z godnością metropolity.